# Вільям Кроу
Вільям Джеймс Кроу молодший (англ. William James Crowe Jr.; 2 січня 1925, Ла-Грейндж — 18 жовтня 2007, Бетесда) — американський воєначальник, адмірал Військово-морських США (1980), 11-й голова Об'єднаного комітету начальників штабів США (1985—1989). Командувач Тихоокеанського Командування Збройних сил США (1983—1985) та Об'єднаного командування ОЗС НАТО в Неаполі (1980—1983). Учасник війни у В'єтнамі. Після виходу у відставку Голова Ради Президента та контрольно-наглядової ради з розвідки, а згодом Посол Сполучених Штатів у Великій Британії (1994—1997).

## Біографія
Військова кар'єра
- 4 грудня 1942 — рекрут Резерву ВМС
- 23 червня 1943 — мічман Резерву ВМС

- 5 червня 1946 — енсін
- 5 червня 1949 — молодший лейтенант
- 1 червня 1952 — лейтенант
- 1 січня 1958 — лейтенант-командер
- 1 липня 1962 — командер
- 1 липня 1967 — капітан
- 1 червня 1974 — контр-адмірал молодший
- 1 серпня 1977 — контр-адмірал старший
- 26 вересня 1977 — віце-адмірал
- 6 червня 1980 — адмірал

Вільям Джеймс Кроу молодший народився 2 січня 1925 року в містечку Ла-Грейндж, в окрузі Олдем, штату Кентуккі. На початку Великої депресії батько В.Кроу переїхав до Оклахома-Сіті, де сім'я почала нове життя. У червні 1946 року В.Кроу завершив навчання на прискорених курсах підготовки морських фахівців і у 1947 року пройшов навчання у Військово-морській академії в Аннаполісі, Меріленд.
З 1954 до 1955 року служив асистентом військово-морського помічника Президента Д.Ейзенхауера. З 1956 до 1958 проходив службу начальником штабу на підводному човні «Ваху». З 1958 року В.Кроу помічник заступника керівника військово-морських операцій ВМС США. 1960 році його призначили командиром підводного човна «Траут» з базуванням на Чарльстоні у Південній Кароліні. З 1962 року він поступив на навчання до Стенфордської школи освіти, отримав диплом магістра наук, по завершенні повного курсу навчання на запрошення адмірала Г.Ріковера взяв участь у програмі ядерних рушійних установок для підводних човнів, що розроблялися на той час. Згодом навчався у Принстонському університеті, здобув освітній рівень майстра наук та доктора політології.
За часів В'єтнамської війни служив головним радником при Річкових силах ВМС В'єтнаму.
З 1969 року повернувся додому, ще очолив 31-шу дивізію підводних човнів, з базуванням на ВМБ Сан-Дієго в Каліфорнії. 1973 році підвищений у контр-адмірали та призначений заступником директора стратегічного планування, політики, ядерних програм в офісі керівника військово-морськими операціями. З 1976 року командувач ВМС Середнього Сходу, через рік підвищений у віце-адмірали та став заступником керівника військово-морських операцій з планування та операцій. У 1980 році В.Кроу став командувачем Об'єднаного командування ОЗС НАТО в Неаполі, а з 1983 року очолив Тихоокеанське Командування Збройних сил США.
10 липня 1985 року адмірал В.Кроу призначений Президентом США Р.Рейганом на посаду 11-го голови Об'єднаного комітету начальників штабів США, на цій посаді він перебував до 1989 року. Після завершення служби звільнився у запас.
1993 році Б.Клінтон призначив відставного адмірала В.Кроу Головою Ради Президента та одночасно головою контрольно-наглядової ради з розвідки, у веденні якого перебувала уся розвідувальна спільнота Сполучених Штатів. Однак, вже в 1994 році Президент призначив В.Кроу послом до Великої Британії, де він перебував у посаді до 1997.
Вільям Кроу помер 18 жовтня 2007 року у віці 82 років у Національному військово-морському шпиталі Бетесди, у Меріленді.